# Puerto Adela

Puerto Adela é um distrito do Paraguai, localizado no departamento de Canindeyú. Possui 6783 habitantes. Independente do município de Salto del Guairá. 

## Transporte
O município de Puerto Adela é servido pela seguinte rodovia:
- Caminho em terra ligando o município a cidade de Katueté
- Caminho em terra ligando o município a cidade de La Paloma[2][3][4]